# 나이저 모건
나이저 자미드 모건(Nyjer Jamid Morgan, 1980년 7월 2일 ~ )은 미국의 야구 선수로, 멕시칸 리그 페리코스 데 푸에블라의 선수이다.

## 메이저 리그시절
2002년 신인 드래프트 33라운드 전체 973번째로 피츠버그 파이리츠의 지명을 받아 입단하게 됐다. 수년 간의 마이너 리그 생활을 거친 뒤 마침내 2007년 9월 확장 로스터를 통해 메이저 리그에 데뷔하게 된다. 데뷔 시즌 28게임 출장에 타율 0.299 32안타 1홈런 7도루를 기록했다. 커리어 하이는 피츠버그와 워싱턴에서 활약했던 2009년 시즌으로 120게임 출장에 타율 0.307 144안타 3홈런 39타점 42도루 기록했다.

## 한화 이글스시절
2014년 12월 12일 한화이글스는 재계약을 결렬한 펠릭스 피에의 대체 용병으로 전 메이저리거 출신 외야수를 총액 70만 달러(계약금 15만 달러, 연봉 55만 달러)에 영입하였다.
2015년 5월 6일 웨이버 공시를 공식 발표했다. 지난 4일 두산 베어스 용병 타자 잭 루츠에 이어 시즌 2호 퇴출 용병이다. 공수주 삼박자를 두루 갖춘 실력과 뛰어난 쇼맨십으로 한화의 새로운 스타 탄생을 예고했다. 그러나 지나치게 강한 개성과 기대에 못 미친 실력, 허리 부상으로 결국 5월 6일 잭 러츠에 이어 외인 2호 퇴출의 비운을 맛봤다. 그 후 한화 이글스는 그의 대체 선수로 제이크 폭스를 영입하였다.

### 연도별 타격 성적
| 연 도    | 소 속    | 경 기 | 타 석 | 타 수 | 득 점 | 안 타 | 2 루 타 | 3 루 타 | 홈 런 | 루 타 | 타 점 | 도 루 | 도 루 자 | 희 생 번 | 희 생 플 | 볼 넷 | 고 4 | 사 구 | 삼 진 | 병 살 타 | 타 율 | 출 루 율 | 장 타 율 | O P S |
| -------- | -------- | ----- | ----- | ----- | ----- | ----- | ------- | ------- | ----- | ----- | ----- | ----- | -------- | -------- | -------- | ----- | ---- | ----- | ----- | -------- | ----- | -------- | -------- | ----- |
| 2007년   | PIT      | 28    | 118   | 107   | 15    | 32    | 3       | 4       | 1     | 46    | 7     | 7     | 3        | 1        | 0        | 9     | 0    | 1     | 19    | 0        | .299  | .359     | .430     | .789  |
| 2008년   | PIT      | 58    | 175   | 160   | 26    | 47    | 13      | 0       | 0     | 60    | 7     | 9     | 5        | 1        | 1        | 10    | 0    | 3     | 32    | 0        | .294  | .345     | .375     | .720  |
| 2009년   | PIT/WSH  | 120   | 533   | 469   | 74    | 144   | 15      | 7       | 3     | 182   | 39    | 42    | 17       | 10       | 5        | 40    | 2    | 9     | 74    | 9        | .307  | .369     | .388     | .757  |
| 2010년   | WSH      | 136   | 577   | 509   | 60    | 129   | 17      | 7       | 0     | 160   | 24    | 34    | 17       | 15       | 3        | 40    | 1    | 10    | 88    | 2        | .253  | .319     | .314     | .633  |
| 2011년   | MIL      | 119   | 429   | 378   | 61    | 115   | 20      | 6       | 4     | 159   | 37    | 13    | 4        | 15       | 3        | 19    | 0    | 14    | 70    | 6        | .304  | .357     | .421     | .778  |
| 2012년   | MIL      | 122   | 322   | 289   | 44    | 69    | 5       | 3       | 3     | 89    | 16    | 12    | 5        | 7        | 0        | 20    | 0    | 6     | 63    | 4        | .239  | .302     | .308     | .610  |
| MLB：6年 | MLB：6年 | 583   | 2154  | 1912  | 280   | 536   | 73      | 27      | 11    | 696   | 130   | 117   | 51       | 49       | 12       | 138   | 3    | 43    | 346   | 21       | .280  | .341     | .364     | .705  |

- 2012년 기준, 굵은 글씨는 시즌 최고 성적.

## 참조
1. ↑  “Nyjer Morgan Statistics and History Baseball-Reference.com”. Baseball-Reference.com.
2. ↑  '한화맨' 모건, "두 번째 亞 진출 더 좋은 성적 낼 것" - (OSEN) 2014년 12월 12일 확인
3. ↑  한화, 외인타자 나이저 모건 웨이버 공시 - (OSEN) 2015년 5월 6일 확인